# Governo nazionale
Nel Regno Unito, il termine Governo nazionale (in inglese: National government) è riferito a una grande coalizione di alcuni o di tutti i principali partiti politici. In un senso storico si riferisce di solito ai governi di Ramsay MacDonald, Stanley Baldwin e Neville Chamberlain che si sono succeduti in carica dal 1931 fino al 1940.
Le coalizioni di tutti i partiti dei governi di Herbert Henry Asquith e David Lloyd George nella prima guerra mondiale e di Winston Churchill durante la seconda guerra mondiale sono state a volte indicate come governi nazionali ma ora sono più comunemente definite coalizioni di guerra (in inglese: War coalition) o più genericamente governi di coalizione. Il termine "governo nazionale" è stato scelto per dissociare queste coalizioni dalle connotazioni negative di quelle precedenti. Il breve "governo di transizione" guidato da Churchill nel 1945 era spesso definito come un governo nazionale e in termini di composizione di partiti era molto simile a quelli del periodo 1931-1940.

## Antefatti: la crisi del 1931

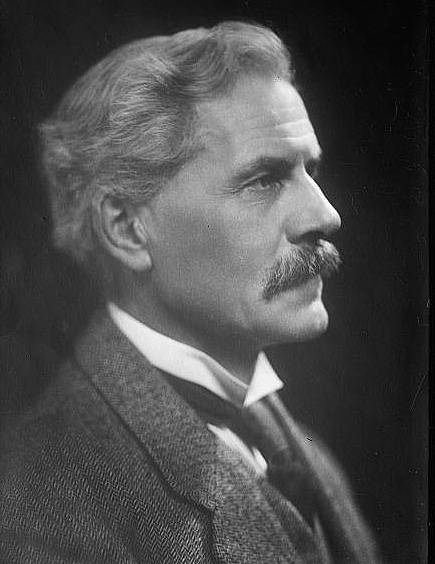
Ramsay MacDonald, Primo ministro nei primi due governi nazionali

Il crollo di Wall Street segnò l'inizio della grande depressione e la Gran Bretagna ne fu colpita, anche se più lievemente rispetto alla maggior parte dei paesi. Il governo laburista guidato da Ramsay MacDonald stava cercando di raggiungere obiettivi diversi e contraddittori: cercare di mantenere la posizione economica della Gran Bretagna, mantenendo la sterlina nel gold standard, il pareggio di bilancio, e fornendo assistenza e soccorso per combattere la disoccupazione. Il gold standard fece sì che i prezzi britannici fossero più alti rispetto ai suoi concorrenti, mettendo in crisi le importanti industrie esportatrici.
Nel 1931 la situazione peggiorò e c'era molta paura che si potesse sforare il pareggio di bilancio, nata dall'indipendente May Report che innescò una crisi di fiducia e una corsa alla sterlina. Il governo accettò in linea di principio di apportare modifiche in materia fiscale e di tagliare la spesa per equilibrare il bilancio e ripristinare la fiducia. Tuttavia il Governo non poteva accettare le due opzioni disponibili: o introdurre dazi sulle importazioni o tagliare del 20% le indennità di disoccupazione. Quando si arrivò al momento di prendere una decisione, il gabinetto era diviso 11-9 con la minoranza, nella quale c'erano pezzi grossi della politica come Arthur Henderson e George Lansbury, che minacciò di dimettersi, piuttosto che accettare le decisioni della maggioranza. Il 24 agosto 1931 la scissione insanabile costrinse il governo a rassegnare le dimissioni.
Il peggioramento della crisi economica rese necessarie misure decise da parte del governo, perciò i leader dei partiti Conservatore e Liberale si incontrarono con re Giorgio V e MacDonald, in un primo momento per discutere un supporto alle misure economiche da prendere, in seguito per stabilire la formazione del governo successivo. Il re svolse un ruolo centrale nella formazione del governo nazionale. Il 24 agosto, MacDonald accettò di formare un governo nazionale composto da uomini di tutti i partiti, con l'obiettivo specifico di preservare il pareggio di bilancio e ripristinare la fiducia. Il nuovo gabinetto comprendeva quattro laburisti (in seguito "laburisti nazionali"), quattro conservatori (guidati da Baldwin, Chamberlain e Snowden) e due liberali. I sindacati erano fortemente contrari, il partito laburista ripudiò ufficialmente il nuovo esecutivo.

## I Governi nazionali

### Il primo governo nazionale
| Camera dei comuni (1929) | Camera dei comuni (1929)          | Camera dei comuni (1929) | Camera dei comuni (1929) | Camera dei comuni (1929) |
| Partito                  | Partito                           | Partito                  | Collocazione             | Seggi                    |
| ------------------------ | --------------------------------- | ------------------------ | ------------------------ | ------------------------ |
|                          |                                   | Partito Conservatore     | Centro-destra            | 260 / 615                |
|                          | Partito Liberale                  | Centro                   | 59 / 615                 |                          |
|                          | Organizzazione Nazional Laburista | Centro-sinistra          | 15 / 615                 |                          |
| Totale                   | Totale                            | Totale                   | Totale                   | 334 / 615                |

Il governo inizialmente ricevette il plauso di molti, ma il partito laburista era in uno stato di profonda confusione a causa della perdita di molte delle sue figure di maggior spessore, aggravata dal fatto che MacDonald, Philip Snowden e James Henry Thomas non fecero abbastanza per spiegare le loro ragioni, con il risultato che il Partito laburista assunse una posizione completamente ostile al governo. Gli sforzi per apportare tagli alle spese pubbliche produssero ulteriori problemi, tra cui un ammutinamento nella Royal Navy contro i tagli salariali (l'Ammutinamento di Invergordon), con il risultato di un nuovo crollo della sterlina che provocò ulteriori danni nella già cagionevole economia britannica e costrinse il governo ad abbandonare la parità aurea il 20 settembre 1931.
Scoppiò in seguito un nuovo dibattito sugli ulteriori passi per affrontare i problemi economici. Allo stesso tempo, il partito laburista espulse ufficialmente tutti i suoi membri che sostenevano il governo nazionale, tra cui lo stesso MacDonald. Inoltre la maggioranza del Gabinetto iniziò a sostenere che dei dazi di protezione fossero necessari per sostenere l'industria britannica e fornire ulteriori entrate e che nuove elezioni generali dovessero essere indette per assicurarsi un mandato, ma questo rappresentava un anatema per il Partito Liberale. Il leader esecutivo dei liberali e Ministro degli Interni Herbert Samuel era contrario alle elezioni anticipate, ma il partito liberale era diviso e indeciso sulle decisioni da prendere. Un gruppo, guidato da John Simon si organizzò nel Partito Nazionale Liberale, ed era disposto ad accettare le misure protezioniste e disponibile a prendere il posto dei liberali nel governo. Il leader ufficiale del partito, David Lloyd George, era in questo momento impotente, ma chiese ai liberali di abbandonare il governo ergendosi in difesa del libero scambio, ma il suo appello fu ascoltato solo da quattro parlamentari, i quali erano tutti suoi parenti stretti.
Fu infine concordato che il governo nel suo complesso avrebbe cercato un "mandato del Dottore" per avere mano libera e che ciascuna parte avrebbe emesso un proprio manifesto. I sostenitori del MacDonald formarono l'Organizzazione Nazional Laburista e i partiti convennero di consentire alle loro organizzazioni locali di stabilire se farsi o non farsi opposizione reciproca. Al governo si opponevano il Partito Laburista, Lloyd George e i suoi liberali indipendenti e il New Party di Oswald Mosley. All'interno dei partiti c'era particolare conflitto tra conservatori e liberali. Il risultato delle elezioni del 1931 consegnò al governo nazionale un totale di 555 seggi e una maggioranza parlamentare di 500 deputati.

### Il secondo governo nazionale
| Camera dei comuni (1931) | Camera dei comuni (1931)          | Camera dei comuni (1931) | Camera dei comuni (1931) | Camera dei comuni (1931) |
| Partito                  | Partito                           | Partito                  | Collocazione             | Seggi                    |
| ------------------------ | --------------------------------- | ------------------------ | ------------------------ | ------------------------ |
|                          |                                   | Partito Conservatore     | Centro-destra            | 470 / 615                |
|                          | Partito Nazionale Liberale        | Centro-destra            | 35 / 615                 |                          |
|                          | Partito Liberale                  | Centro                   | 33 / 615                 |                          |
|                          | Organizzazione Nazional Laburista | Centro-sinistra          | 13 / 615                 |                          |
|                          | Nazionali indipendenti            | -                        | 4 / 615                  |                          |
| Totale                   | Totale                            | Totale                   | Totale                   | 555 / 615                |

Nonostante i conservatori fossero la maggioranza all'interno Gabinetto con 11 membri, contro i 9 dei non-conservatori, non ci furono cambiamenti nei ministeri più importanti, in cui rimasero in carica i ministri uscenti. Il partito liberale ufficiale aveva nel gabinetto un membro in più rispetto ai liberali nazionali, nonostante nel parlamento questi ultimi avessero un numero maggiore di seggi. Tale equilibrio provocò tensioni, in particolare nell'ala Diehard del partito conservatore, che non si sentiva rappresentata.
Nel governo iniziò subito una disputa sull'opportunità o meno di introdurre dazi doganali. Sia i liberali che Snowden lo trovavano particolarmente difficile da accettare, ma erano una minoranza. Tuttavia, sia MacDonald che Baldwin volevano mantenere la natura multipartitica del governo. Su suggerimento del segretario di Stato per la Guerra, il visconte Hailsham, si decise di sospendere il principio della responsabilità collettiva del Gabinetto per consentire ai liberali di opporsi alle misure protezioniste, pur rimanendo nel governo. Questo compromesso avrebbe retto per alcuni mesi.
Nel 1932 morì il liberale Donald Maclean, ministro per l'educazione. MacDonald fu messo sotto pressione affinché non nominasse un altro liberale perché si riteneva che ciò li avrebbe sovrarappresentati, così fu nominato il conservatore Lord Irwin (in seguito Lord Halifax). Ulteriori tensioni emersero nel corso dell'accordo di Ottawa, che istituì una serie di accordi tariffari all'interno dell'impero britannico. Ciò indusse i restanti liberali e Snowden a dimettersi dagli incarichi ministeriali, anche se per un altro anno fornirono appoggio esterno al governo. MacDonald considerò l'ipotesi di rassegnare le dimissioni per consentire a un governo di partito di succedergli in carica, ma fu convinto a rimanere, anche se la sua salute era ormai in declino. La politica interna del governo fu sempre controllata da Baldwin, mentre MacDonald e Simon dirigevano la politica estera.
La politica più importante del governo nazionale nei primi anni 1930 fu la proposta di introdurre l'autogoverno dell'India, una misura fortemente criticata dall'ala Diehard del partito conservatore, con Winston Churchill tra i più aperti oppositori. La proposta fu duramente contrastata ma alla fine fu approvata nel 1947, anche se in circostanze molto diverse.

### Il terzo governo nazionale
| Camera dei comuni (1931) | Camera dei comuni (1931)          | Camera dei comuni (1931) | Camera dei comuni (1931) | Camera dei comuni (1931) |
| Partito                  | Partito                           | Partito                  | Collocazione             | Seggi                    |
| ------------------------ | --------------------------------- | ------------------------ | ------------------------ | ------------------------ |
|                          |                                   | Partito Conservatore     | Centro-destra            | 470 / 615                |
|                          | Partito Nazionale Liberale        | Centro-destra            | 35 / 615                 |                          |
|                          | Organizzazione Nazional Laburista | Centro-sinistra          | 13 / 615                 |                          |
|                          | Nazionali indipendenti            | -                        | 4 / 615                  |                          |
| Totale                   | Totale                            | Totale                   | Totale                   | 522 / 615                |

Il peggioramento delle sue condizioni di salute spinse MacDonald a dimettersi da Primo Ministro il 7 giugno 1935. Al suo posto fu nominato Baldwin. Sotto la sua guida la coalizione nazionale riottenne la maggioranza dei seggi parlamentari alle elezioni del novembre successivo.
Oltre alla crisi economica, Baldwin fu costretto a gestire, nel 1936, la crisi per l'abdicazione del re, Edoardo VIII, causata dalla scelta di questi di sposare una donna divorziata, l'americana Wallis Simpson, che per di più era sospettata di simpatie naziste. L'abdicazione del re, e la successione di suo fratello Giorgio VI, furono gestite efficacemente da Baldwin. Oltre a questo, il Primo Ministro affrontò la crisi internazionale causata dall'invasione dell'Etiopia da parte dell'Italia di Mussolini, e Baldwin fu accusato di eccessiva docilità nei confronti dell'Italia fascista e della Germania hitleriana. Baldwin si dimise il 28 maggio 1937, il giorno dopo l'incoronazione di Giorgio VI.

### Il quarto governo nazionale
| Camera dei comuni (1935) | Camera dei comuni (1935)          | Camera dei comuni (1935) | Camera dei comuni (1935) | Camera dei comuni (1935) |
| Partito                  | Partito                           | Partito                  | Collocazione             | Seggi                    |
| ------------------------ | --------------------------------- | ------------------------ | ------------------------ | ------------------------ |
|                          |                                   | Partito Conservatore     | Centro-destra            | 387 / 615                |
|                          | Partito Nazionale Liberale        | Centro-destra            | 33 / 615                 |                          |
|                          | Organizzazione Nazional Laburista | Centro-sinistra          | 8 / 615                  |                          |
|                          | Nazionali indipendenti            | -                        | 1 / 615                  |                          |
| Totale                   | Totale                            | Totale                   | Totale                   | 429 / 615                |

Neville Chamberlain era visto da molti come l'unico possibile successore di Baldwin, e la sua nomina a Primo Ministro fu ampiamente accreditata per portare un nuovo dinamismo al governo. Con una forte esperienza da ministro della sanità e competente cancelliere dello Scacchiere, molti prevedevano che Chamberlain avrebbe fornito un notevole vantaggio negli affari interni in cui il governo ebbe una serie di successi, come ad esempio la nazionalizzazione dei canoni di estrazione del carbone, la decurtazione dell'orario di lavoro in eccesso attraverso il Factory Act e il risanamento edilizio. Un altro successo fu nel 1938 l'Holidays with Pay Act, che diede ai lavoratori ferie pagate di quindici giorni ogni anno a partire dal 1939. Fu aumentata l'età della scuola dell'obbligo a partire dall'autunno 1939, ma l'applicazione di questa misura fu rinviata per l'incombere della guerra. Ulteriori riforme furono oscurate all'aumentare della tensione internazionale, che divenne la maggiore preoccupazione del governo.

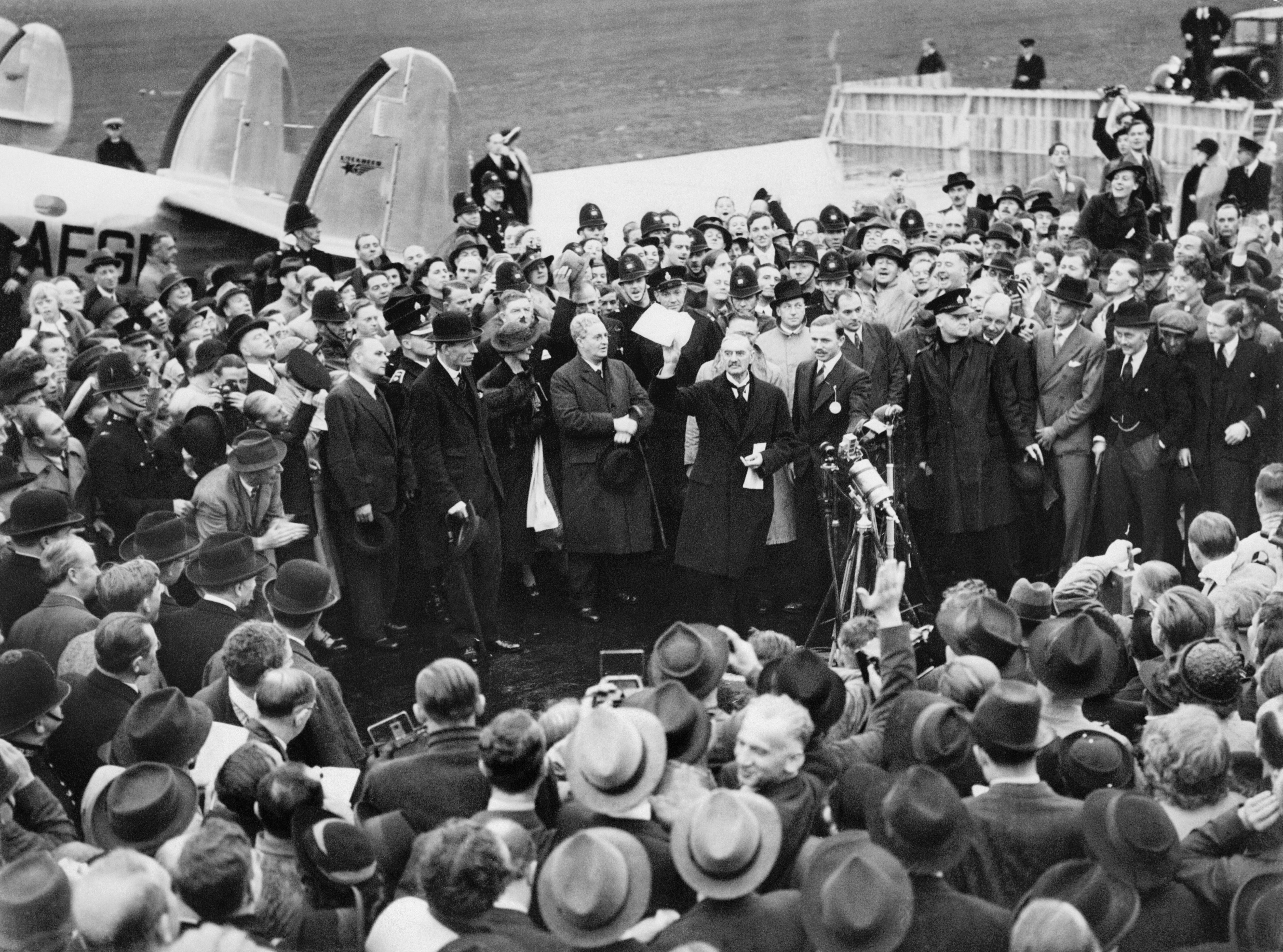
Trionfale ritorno in Gran Bretagna di Chamberlain dopo la firma dell'Accordo di Monaco, una copia del quale è sventolata dal Primo ministro

In politica estera, il governo cercò di rinforzare gli armamenti della Gran Bretagna, pur mantenendo l'unità dell'Impero e dei Dominion e impedendo alle altre potenze di diventare dominanti sul continente europeo. Questi si sono dimostrati sempre più difficile conciliare, dato molti Dominion erano riluttanti nel sostenere la Gran Bretagna in caso di una guerra, e l'azione militare rischiava di dividere l'Impero. Chamberlain in politica estera cercò di portare a una pacifica revisione delle frontiere europee nei settori in cui molti commentatori avevano criticato il nuovo assetto seguito al trattato di Versailles. In questa azione ricevette un forte sostegno popolare al momento, ma in seguito la sua politica fu molto criticata. Il punto più importante nella politica di appeasement fu nel settembre 1938 quando fu negoziato l'accordo di Monaco. In seguito all'accordo, il governo accelerò il processo di riarmo, nella speranza di essere pronto per la guerra quando questa sarebbe iniziata. Allo stesso tempo, la linea in politica estera divenne più dura, da ciò derivò l'ultimatum per difendere la Polonia dalla Germania.

## Lo scoppio della guerra
Quando nel settembre 1939 la Germania invase la Polonia, il Regno Unito, insieme alla Francia, dichiarò guerra al Terzo Reich. Per qualche tempo ci furono richieste per espandere il Gabinetto di guerra includendo laburisti e liberali, ma questi ultimi rifiutarono di aderire.
Il 7 e 8 maggio 1940 il dibattito sulla Norvegia, scaturito da una richiesta di aggiornamento sugli sviluppi della campagna norvegese, evidenziò una diffusa insoddisfazione per l'attività del governo nazionale dominato dai conservatori, che venne ritenuto assolutamente inadeguato a guidare il paese in guerra.
Nel dibattito, il governo di Chamberlain venne criticato non solo dall'opposizione, ma anche da membri influenti del suo stesso partito. L'opposizione riuscì ad ottenere un voto parlamentare, di fatto una mozione di sfiducia, che il governo superò solo con una maggioranza molto ridotta.
Con oltre un quarto dei membri parlamentari (MP) del Governo votanti con l'opposizione o astenuti nonostante una three line whip, fu chiaro che il supporto per Chamberlain nel suo stesso partito si stava sgretolando. A seguito di osservazioni mal giudicate da lui nel corso del dibattito, non fu possibile per lui formare una coalizione con i partiti Laburista e Liberale dell'opposizione. Il 10 maggio, Chamberlain si dimise e fu sostituito come Primo Ministro da Winston Churchill alla guida di un grande governo di coalizione che avrebbe guidato lo sforzo bellico della Gran Bretagna fino alla fine della seconda guerra mondiale in Europa.